# Bodega de raíces

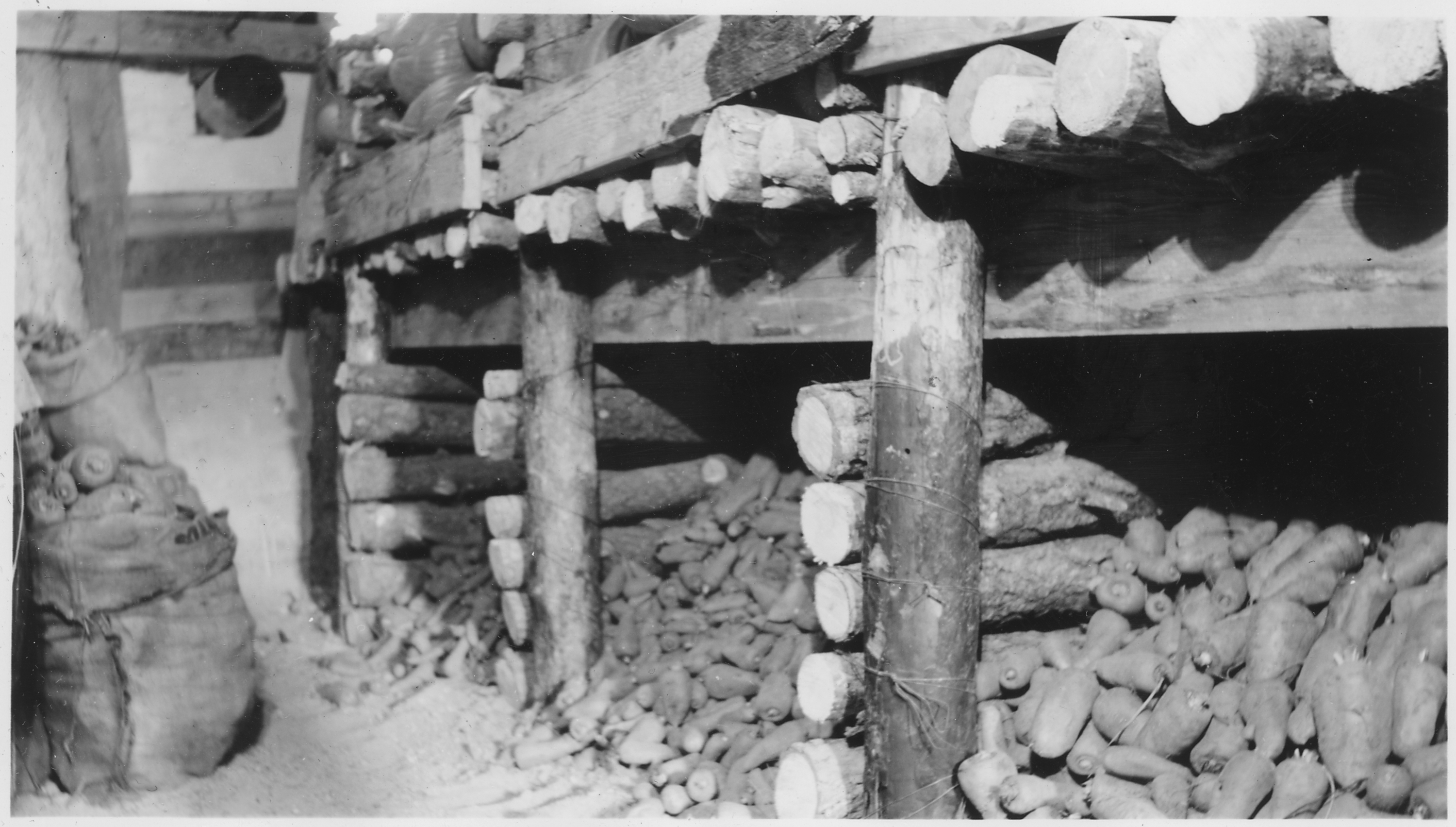
Interior de una gran bodega de raíces en Wyoming.

Una bodega de raíces es una estructura, generalmente subterránea o parcialmente subterránea, utilizada para el almacenamiento de verduras, frutas, frutos secos u otros alimentos. Su nombre refleja el enfoque tradicional en los cultivos de raíces almacenados en una bodega subterránea, que todavía es a menudo utilizado. Una amplia variedad de alimentos se pueden almacenar durante semanas o meses, dependiendo del cultivo y las condiciones. La estructura puede no estar siempre bajo tierra.
Las bodegas de raíces han sido de vital importancia en varias épocas y lugares para el suministro de alimentos de invierno. Aunque los sistemas actuales de distribución de alimentos y de refrigeración han hecho que las bodegas de raíces sean innecesarias para muchas personas, sin embargo, siguen siendo importantes para aquellos que valoran la autosuficiencia, ya sea por necesidad económica o por elección y satisfacción personal. Por lo tanto, son populares entre los diversos públicos, incluyendo jardineros, agricultores orgánicos, aficionados al bricolaje, caseros, supervivencialistas, agricultores de subsistencia, y entusiastas de la comida local, comida lenta, plantas de reliquia y la cultura tradicional.

## Función
Las bodegas de raíces son para mantener los suministros de alimentos a temperaturas controladas y humedad constante. Muchos cultivos se mantienen más tiempo por encima de la congelación (1–3 oC) y a alta humedad (90-95%), pero los rangos óptimos de temperatura y humedad varían según el cultivo, y varios cultivos se mantienen bien a temperaturas más cercanas a la congelación pero por debajo de la temperatura ambiente. Algunos cultivos mantienen mejor en baja humedad. Las bodegas de raíces evitan que los alimentos se congelen durante el invierno y mantienen los alimentos frescos durante el verano para evitar el deterioro. Típicamente, una variedad de verduras se colocan en la bodega de raíces en el otoño después de la cosecha. Un uso secundario para la bodega de raíces es como un lugar para almacenar vino, cerveza u otras bebidas alcohólicas caseras.
Las verduras almacenadas en la bodega de raíces consisten principalmente en patatas, nabos y zanahorias. Otros suministros de alimentos colocados en la bodega de raíces durante los meses de invierno incluyen remolacha, cebollas, conservas y mermeladas, carne de sal, rodaballo de sal, arenque de sal, calabaza de invierno y repollo. Una bodega de papas a veces se llama un granero de papas o una casa de patatas.
Las bodegas separadas se utilizan ocasionalmente para almacenar frutas, como manzanas. Las manzanas son uno de los cultivos que desprenden suficiente gas etileno para acelerar el deterioro de otros cultivos almacenados cerca, aunque este efecto es variable y muchas granjas almacenan con éxito verduras sin segregar sus manzanas. El agua, el pan, la mantequilla, la leche y la crema a veces se almacenan en el sótano. Alimentos como verduras de ensalada, carne fresca y pasteles de mermelada se guardan en la bodega de raíces temprano en el día para mantenerse frescos hasta que se necesitan para la cena.
La capacidad de algunas verduras y frutas para mantenerse durante meses en condiciones favorables en la bodega se deriva en parte del hecho de que no son totalmente inanimados incluso después de la recolección. Aunque ya no califican como vivos, las células de la planta continúan respirando de alguna manera deteriorada, resistiendo la descomposición bacteriana por un tiempo. El efecto se puede comparar con la forma en que las flores cortadas en un jarrón de agua duran mucho más que las flores cortadas tumbadas sobre una mesa: las flores en el jarrón aun no están completamente muertas y continúan respirando. La analogía no es exacta, pero la alta humedad que soportan muchos cultivos en bodega está involucrada en esta respiración residual.
En algunos casos las plantas son trasplantadas desde el campo hasta el suelo de la tierra de una bodega en otoño, y luego continúan viviendo en la bodega durante meses. El hecho de que no puedan prosperar o crecer más en condiciones de baja luz y baja temperatura no es un problema; el único objetivo es mantenerlos vivos en lugar de muertos, evitando así la descomposición. Esta es una forma de extensión en la que la temporada de crecimiento no se extiende, pero la temporada de cosecha se extiende sustancialmente.
Armarios, sótanos, garajes, cobertizos y áticos se han utilizado con éxito para el almacenamiento de al menos algunos tipos de cultivos. Incluso el espacio debajo de una cama puede almacenar algunos cultivos (como calabazas) durante varias semanas. Especialmente antes de la electrificación rural, las granjas con casa de primavera a menudo las han utilizado para el servicio de la bodega de raíces (así como el deber de la lechera).

## Construcción
Los métodos de construcción comunes son:
- Excavando en el suelo y erigiendo una casa sobre la bodega (el acceso es a través de una trampilla en el vado).
- Excavando en el lado de una colina (más fácil de excavar y facilita el drenaje de agua).
- Construir una estructura a nivel del suelo y apilar rocas, tierra alrededor y sobre ella.[1] Esto puede ser más fácil de construir en terreno rocoso donde la excavación es difícil.

La mayoría de las bodegas de raíces se construyeron con piedra, madera y mortero (cemento). Los más nuevos pueden estar hechos de hormigón en la parte superior.

## Variaciones regionales

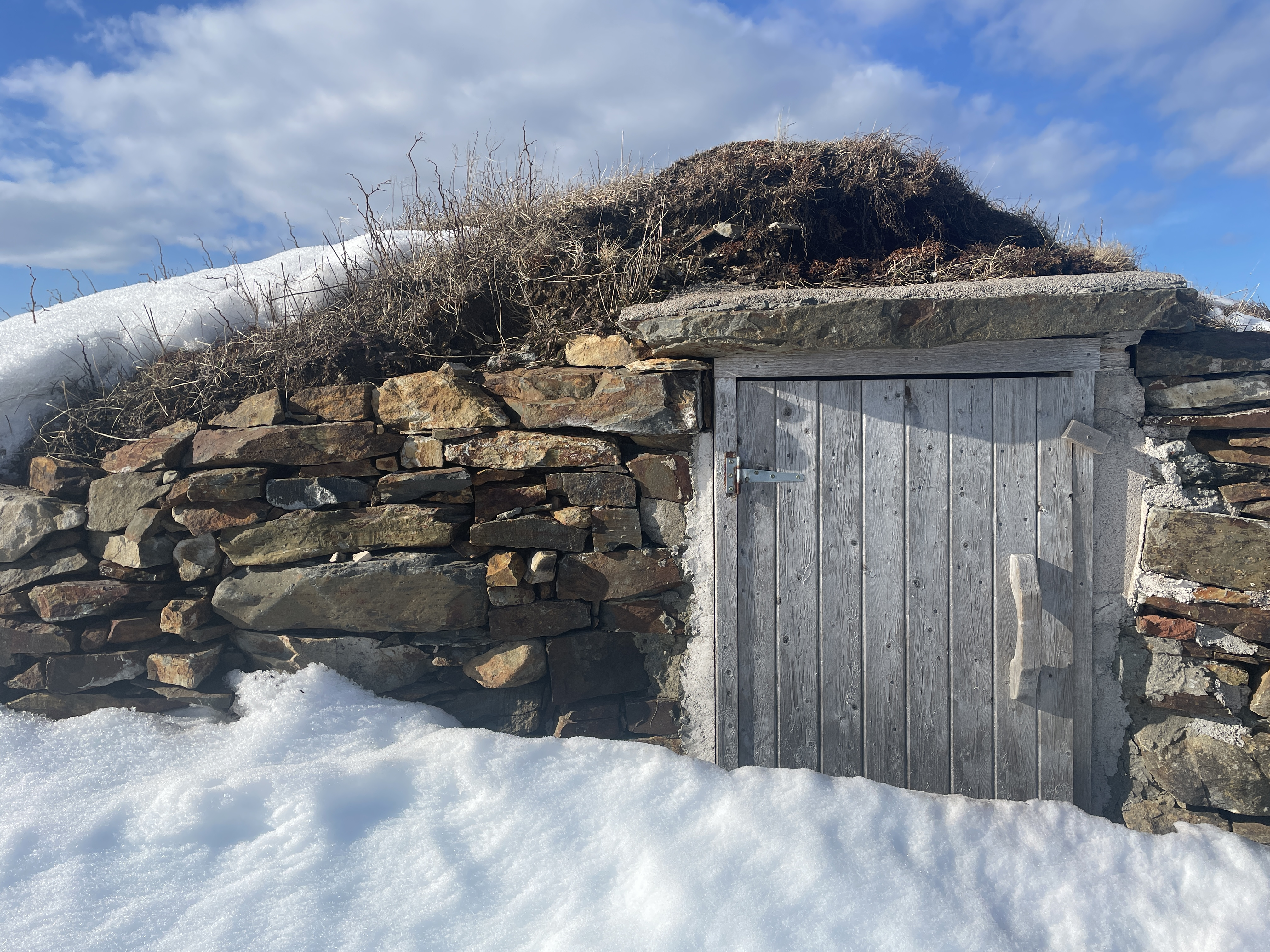
Bodega de raíces en Canadá

El historiador Sean Cadigan escribe: "El clima y el suelo de Terranova y Labrador han sido propicios para la agricultura, pero el aislamiento deportación y los bajos ingresos en la pesquería han hecho que la agricultura suplementaria sea crucial". Cultivar suficientes verduras para durar el invierno era imperativo para la supervivencia de los Terranovas en el pasado. Sin refrigeradores, las bodegas de raíces eran uno de los pocos métodos para preservar su generosidad. La mayoría de la gente cultivaba verduras de raíz: papas, zanahorias, nabos, repollo y remolacha, mientras que otros cultivaban una variedad más amplia de verduras en sus jardines. El arquitecto Robert Mellin señaló lo siguiente en las bodegas de raíces durante su investigación en Tilting, Isla Fogo:
Las bodegas de raíces son estructuras subterráneas oscuras, húmedas y silenciosas utilizadas para almacenar verduras como papas y nabos. Son estructuras de madera pesada, de techo a dos aguas construidas con troncos (o más tarde, a veces con hormigón), cubiertas con tejas hechas de corteza de abedul para reducir la penetración de la humedad, y luego rematadas con una gruesa capa de césped sostenida en su lugar por una cerca de piquete perimetral. Esta precaución mantiene a los animales fuera de la parte superior de la bodega y ayuda a conservar la forma de la bodega.
Muchas bodegas de Terranova y Labrador utilizan un sistema de esclusa de aire de dos puertas como método de regulación de la temperatura, ya que permitían a las personas tiempo suficiente para entrar en la primera puerta, cerrándola detrás de ellas antes de entrar en la parte principal de la bodega de raíces. El folclorista Crystal Braye señala en su estudio de las bodegas de raíces de Terranova:
Hay dos diseños básicos para los cimientos de la bodega: la entrada de doble puerta a nivel del suelo y la entrada eclosionada. En la entrada de doble puerta del suelo, un pequeño porche separa la puerta exterior de la puerta interior. Diseñada para mantener las heladas fuera, la puerta exterior está cerrada antes de abrir la puerta interior para acceder a la bodega. Las bodegas de entrada sombreadas son similares en tamaño y disposición interior, pero se introducen desde arriba, más comúnmente a través de una escotilla situada en el suelo de un vado construido sobre la base. Aunque carece del componente del porche, el espacio intermedio del cobertizo crea una barrera de heladas entre la bodega y el exterior. En el ejemplo menos común donde no hay cobertizo, se colocó una cubierta exterior sobre una escotilla interior con bisagras, dejando un hueco entre el interior de la bodega y el exterior.